# Kanton Eupen (Eupener Land)
Kanton Eupen eller Eupener Land er både en valgkanton og et lokalt retsområde med en fredsdommer tysk: Wahlkanton og Gerichtsbezirk, fransk: Canton électoral og canton judiciaire, hollandsk: Kieskanton og Gerechtelijk kanton i den østlige del af Belgien (i provinsen Liège i Vallonien). Kantonen består af fire kommuner.
Fra 1815 til 1919 var kantonen en del af Rhinprovinsen i Kongeriget Preussen. Efter 1. verdenskrig blev området en del af Belgien.
Ved grænsen mellem Belgien og Tyskland fandtes det Neutrale Moresnet, der blev drevet som en fælles prøjsisk og belgisk (indtil 1830'erne: hollandsk) mineområde fra 1816 til 1920.

## Sprog
Flertallet af indbyggerne i kantonen er tysktalende, mens et mindretal taler fransk. Begge sprog har officiel anerkendelse.

## Beliggenhed
Mod øst grænser kantonen op til Tyskland. Ved bjerget Vaalserberg mod mødes de tre lande: Tyskland, Holland og Belgien. Her støder kantonen op til de hollandske kommuner Vaals og Gulpen-Wittem. Mod vest grænser kantonen op til Rets- og politikredsen Verviers. Mod syd grænser kantonen op til Kanton Malmedy.

## Fodbold og håndbold
Fodboldklubben KAS Eupen (Königliche Allgemeine Sportvereinigung Eupen) blev oprettet ved en fusion i 1945. Klubben spiller i belgiske liga Jupiler Pro League.
Håndboldspilleren Kim Braun har boet i kantonen. Det samme har fodboldspillerne Herbert Wimmer og Kristoffer Andersen.
50°40′00″N 6°04′40″Ø / 50.6667°N 6.0778°Ø